# Mark Koks
Mark Koks, né le 9 juin 1965, est un duathlète et triathlète professionnel néerlandais, double et premier champion d'Europe de duathlon en 1990 et 1991.

## Biographie
Mark Koks remporte son premier titre national en 1989, en devenant champion des Pays-Bas de triathlon d'hiver. L'année suivante, il obtient la médaille d'argent au championnat d'Europe de triathlon sur moyenne distance à Trèves et termine seconde de l’Ironman Europe à Roth, derrière le Finlandais Pauli Kiuru. En 1992, il s’impose au triathlon d'Almere en 8 h 29 min 08 s et participe à l’Ironman d’Hawaï, où il termine à la 18ᵉ place en 8 h 50 min 42 s.[réf. nécessaire]
En duathlon, il remporte le titre de champion d'Europe en 1990 et 1991 premier de l'histoire de cette compétition. En course à pied, il s'impose à la Groet uit Schoorl Run en 1989 avec un temps de 1 h 40 min 10 s. Il remporte aussi cette compétition sur semi-marathon en 1990, 1992 et 1993.[réf. nécessaire]

## Palmarès
Le tableau présente les résultats les plus significatifs (podium) obtenus sur le circuit national et international de triathlon et de duathlon depuis 1990,.
| Année | Compétition                                         | Pays        | Position           | Temps            |
| ----- | --------------------------------------------------- | ----------- | ------------------ | ---------------- |
| 1994  | Ironman Lanzarote                                   | Espagne     | Médaille d'argent  | 8 h 44 min 32 s  |
| 1993  | Championnat d'Europe longue distance                | France      | Médaille de bronze | 10 h 10 min 12 s |
| 1993  | Embrunman                                           | France      | Médaille de bronze | 10 h 10 min 12 s |
| 1992  | Championnat du monde de duathlon                    | Allemagne   | Médaille de bronze | 2 h 34 min 44 s  |
| 1992  | Triathlon international Almere                      | Pays-Bas    | Médaille d'or      | 8 h 29 min 8 s   |
| 1992  | Championnat des Pays-Bas longue distance            | Pays-Bas    | Médaille d'or      | 8 h 29 min 8 s   |
| 1992  | Championnat des Pays-Bas de duathlon                | Pays-Bas    | Médaille d'or      | Timing           |
| 1991  | Championnats d'Europe de duathlon                   | Royaume-Uni | Médaille d'or      | 1 h 19 min 39 s  |
| 1991  | Ironman Europe                                      | Allemagne   | Médaille d'argent  | Timing           |
| 1990  | Championnats d'Europe de duathlon                   | Suisse      | Médaille d'or      | 1 h 20 min 18 s  |
| 1990  | Championnats d'Europe de triathlon moyenne distance | Allemagne   | Médaille d'argent  | Timing           |